# Лебедев-Кумач, Василий Иванович
Васи́лий Ива́нович Ле́бедев-Кума́ч (настоящая фамилия — Лебедев; 24 июля (5 августа) 1898, Москва — 20 февраля 1949, там же) — советский поэт и автор слов многих популярных советских песен.

## Биография
Родился 24 июля (5 августа) 1898 года в Москве в семье сапожника-кустаря Ивана Филипповича Лебедева. Отец умер, когда Василий учился в третьем классе городского училища. Поступив в 10-ю Московскую гимназию, Василий сумел получить именную стипендию, выделенную историком-медиевистом П. Г. Виноградовым. Параллельно с учёбой занимался репетиторством по русскому языку и латыни. Окончил гимназию в 1917 году с золотой медалью и поступил на историко-филологический факультет Московского университета, но не закончил обучение из-за революции и гражданской войны.
Работал в Бюро печати управления Реввоенсовета и в военном отделе «АгитРОСТА». Позднее работал в различных периодических изданиях: газеты «Беднота», «Гудок», «Рабочая газета»; журналы «Красноармеец», «Крокодил» (1922—1934). Писал для эстрады и кино.
Один из основателей Союза писателей СССР и член с 1934 года.
Депутат Верховного совета РСФСР с 1938 года.
Член Всероссийской коммунистической партии (большевиков) с 1939 года.
В 1939 году в качестве офицера РККА участвовал в походе на Западную Украину и в Западную Белоруссию. Во время советско-финской и Великой Отечественной войны служил в ВМФ политработником, был сотрудником газеты «Красный флот». Капитан первого ранга.

## Последние годы жизни
Во второй половине 40-х годов здоровье Лебедева-Кумача пошатнулось. Он впал в глубокую депрессию, перенёс несколько инфарктов и перестал писать новые песни.
Последней его работой стало написание песен к кинофильмам «Первая перчатка» 1946 года («Закаляйся», «На лодке» и «Во всём нужна сноровка») на музыку Василия Соловьёва-Седого и «Весна» 1947 года на музыку Исаака Дунаевского.
Умер 20 февраля 1949 года. Похоронен в Москве на Новодевичьем кладбище (участок № 2).

В. И. Лебедев-Кумач внёс в сокровищницу русской советской поэзии простые по форме и глубокие по содержанию произведения, ставшие неотъемлемой частью нашей социалистической культуры.
— Из некролога в газете «Правда»

## Семья
Василий Лебедев-Кумач был женат на Кире Владимировне Лебедевой-Кумач. В браке родилась дочь Марина (1928–1997). Внучка — Мария Георгиевна Деева (род. 1955), журналист.

## Творчество
Печатался с 1916 года, первые свои стихи опубликовал в малотиражном московском журнале «Гермес» — вначале переводы из Горация, а потом и собственные на античную тему. В начале литературной деятельности писал в основном сатирические стихи, рассказы, фельетоны. С 1918 года сотрудничал с газетами «Беднота», «Гудок», «Рабочая газета», «Крестьянская газета», «Красноармеец», позднее — в журнале «Крокодил» и др. Выходили отдельные сборники: «Развод» (1925), «Чаинки в блюдце», (1925), «Со всех волостей» (1926), «Защитный цвет» (1926), «Печальные улыбки» (1927), «Людишки и делишки», (1927).
Писал также для эстрады (для театральных обозрений «Синей блузы» и самодеятельных рабочих коллективов) и кино — тексты песен к кинокомедиям Г. В. Александрова «Весёлые ребята» (1934), «Цирк», «Волга, Волга» (1938), к фильмам «Дети капитана Гранта» (1936), «Остров сокровищ» (1937) и др. Многие из этих песен пользовались большой популярностью, а некоторые исполняются до сих пор.
Считается одним из создателей жанра советской массовой песни, «проникнутой глубоким патриотизмом, жизнерадостностью мироощущения»: «Песня о Родине» («Широка страна моя родная…», 1936 год; музыка И. О. Дунаевского), «Марш весёлых ребят» («Легко на сердце от песни весёлой…», 1934 год, музыка И. О. Дунаевского), «Москва майская» («Утро красит нежным светом стены древнего Кремля…», 1937 год), песни «Жить стало лучше, жить стало веселей»:
Зво́нки как птицы, одна за другой,

Песни летят над советской страной.

Весел напев городов и полей —

Жить стало лучше, жить стало веселей!..
Также автор слов «Гимна партии большевиков» (1939 год, музыка А. В. Александрова), в частности, со словами:
Изменников подлых гнилую породу

Ты грозно сметаешь с пути своего!

Ты гордость народа, ты — мудрость народа,

Ты — сердце народа, ты — совесть его!
и «Священная война» («Вставай, страна огромная…», 1941 год), музыка А. В. Александрова).

## Обвинения в плагиате
8 мая 1998 года в «Независимой газете» была опубликована статья Владимира Артемьевича Шевченко «„Священная война“ — эхо двух эпох», в которой утверждалось, что настоящим автором песни «Священная война» был не Лебедев-Кумач, а учитель мужской гимназии города Рыбинска Александр Адольфович Боде, весной 1916 года во время Первой мировой войны написавший музыку и текст, который был впоследствии «советизирован» Лебедевым-Кумачом и опубликован им от своего имени. В статье также содержалось обвинение Лебедева-Кумача в присвоении авторства русского текста фокстрота «Маша». В связи с публикацией внучка Лебедева-Кумача М. Г. Деева, обратилась в суд с требованием опровержения этой информации и возмещения ущерба, нанесённого репутации Лебедева-Кумача.
14 января 1999 года редакция «Независимой газеты» обратилась к доктору искусствоведения, профессору истории музыки Московской государственной консерватории Евгению Михайловичу Левашёву, который в мае того же года предоставил в распоряжение редакции своё экспертное заключение. Левашёв не сумел обнаружить неопровержимых доказательств, подтверждающих, что авторство «Священной войны» принадлежит Боде или же Лебедеву-Кумачу и Александру Васильевичу Александрову как автору музыки. Левашев отмечал, что творческая чистоплотность Лебедева-Кумача подвергалась сомнению ещё в 1930-е годы: в 1937 году по жалобе поэта Абрама Рувимовича Палея на плагиат Лебедевым-Кумачом строфы из его стихотворения «Вечер», опубликованного в 1915 году, было собрано заседание Пленума правления Союза писателей. На заседании было представлено около 12 случаев плагиата в стихах Лебедева-Кумача. Никаких негативных последствий для Лебедева-Кумача это заседание не имело, что Левашёв объясняет покровительством советского руководства[значимость факта?], в частности Сталина, лично одобрившего фильм «Двадцатый май»[значимость факта?], в котором звучала песня Лебедева-Кумача с заимствованной у Палея строфой.
Склонность Лебедева-Кумача к плагиату Левашёв объясняет поспешностью[значимость факта?], с которой тот исполнял «большевистские приказы» о срочном создании высокохудожественных произведений, что в полной мере относится к песне «Священная война», сочинённой по официальной версии всего за несколько часов 22 июня 1941 года. Также эксперт обращает внимание, что переделки ранее существовавших произведений характерны для массовых песен 1920-х — 1940-х годов, имевших «официальный характер».
Песня «Священная война» относится к музыкальному жанру полонеза, не популярному среди советских композиторов 1920-х — 1930-х годов, однако в период с 1791 по 1917 годы бывшего «символом военно-патриотических настроений и героизма русских войск». Левашёв подтвердил схожесть музыки «Священной войны» с «Мазуркой» Михаила Ивановича Глинки, которая по версии родственников Боде вдохновила его при создании песни.
В выводах экспертного заключения Левашёв поддержал версию об авторстве Боде, отмечая её внутреннюю непротиворечивость и наличие косвенных подтверждений в исторических материалах, а также существенные стилистические отличия «Священной войны» от собственных произведений Лебедева-Кумача и композитора А. В. Александрова. Последний, по мнению Левашёва, не сочинил, а «мастерски усовершенствовал» ранее существовавшую мелодию. Левашёв отметил, что собранные им доказательства недостаточны в юридическом смысле, но выразил убеждённость, что характеристика Лебедева-Кумача как плагиатора является справедливой.
21 декабря 1999 года Мещанский межмуниципальный суд города Москвы вынес решение в пользу М. Г. Деевой. Суд признал обвинения в плагиате из статьи В. А. Шевченко «несоответствующими действительности и порочащими честь, достоинство поэта В. И. Лебедева-Кумача» и обязал редакцию «Независимой газеты» опубликовать опровержение, что было исполнено 5 июля 2000 года. Хотя первым информацию о предполагаемом авторстве Боде широко распространил Андрей Викторович Мальгин в передачах «Радио Свобода» в 1990 году, а затем в журнале «Столица» № 6 за 1991 год, претензии Деевой к нему в ходе судебного разбирательства были сняты. Требование Деевой о материальной компенсации нанесённого ей ущерба суд удовлетворил частично[значимость факта?].
В 2001 году в сборнике «Архив наследия — 2000» Левашёв выступил с критикой решения Мещанского суда и в дополнение к своему экспертному заключению привёл ранее неизвестные факты плагиата в песнях Лебедева-Кумача «Капитаны воздушных морей» и «Песня о Цусиме», которые выявил в 2000 году израильский исследователь Зеев Бар-Селла.

## Отзывы
В мае 1941 года критик М. Беккер, разбирая в журнале «Октябрь» стихи и песни Лебедева-Кумача, писал:

Лебедев-Кумач, как никто из советских поэтов, передаёт песенной строкой чувство молодости, присущее людям сталинской эпохи. Его бесспорной заслугой является создание жанра весёлой, жизнерадостной песни. Бодростью, молодостью веет от каждой её строки.

А. А. Фадеев относился к Лебедеву-Кумачу негативно не только как к поэту, но и как к человеку. Фадеев считал Лебедева-Кумача трусливым приспособленцем и докладывал в ЦК ВКП(б), что в период битвы за Москву Лебедев-Кумач сразу попытался бежать из города, «привёз на вокзал два пикапа вещей, не мог их погрузить в течение двух суток и психически помешался».

## Награды и премии
- орден Трудового Красного Знамени (31.12.1936) — «за заслуги в деле развития кинематографического искусства и создание ряда советских песен, ставших достоянием широких масс»[27]
- орден Красной Звезды (1940) — «за образцовое выполнение приказов командования в борьбе с белофиннами»[5]
- орден «Знак Почёта» (31.1.1939) — «за выдающиеся заслуги в области художественной литературы»[5][28]
- медаль «За оборону Москвы»
- медаль «За победу над Германией в Великой Отечественной войне 1941—1945 гг.»
- медаль «За победу над Японией»
- медаль «За доблестный труд в Великой Отечественной войне 1941—1945 гг.»
- Сталинская премия второй степени (1941) — за тексты популярных песен (30 июля Лебедев-Кумач передал премию в Фонд обороны[29])
- Почётный железнодорожник

## Память
- В 1950-е годы на Волге был спущен на воду теплоход, получивший имя «Василий Лебедев-Кумач», был приписан в г. Тольятти, «ВАЗ»[30][31][32].
- В 1953 году на Волге был спущен на воду колёсный пароход проекта «Рязань» Волжского грузопассажирского речного пароходства МРФ СССР, получивший имя «В. Лебедев-Кумач»[33].
- 20 июня 1997 года в честь В. И. Лебедева-Кумача назван астероид (5076) Лебедев-Кумач, открытый в 1973 году советским астрономом Л. И. Черных.
- Улицы и переулки, носящие имя Лебедева-Кумача, есть в Моздоке, Зеленодольске, Волгограде, Иванове, Иркутске, Черемхове, Нижнем Новгороде, Саратове, Внукове[34].